# 궁둥항문오목
궁둥항문오목(ischioanal fossa), 또는 좌골직장와(좌골직장오목, 궁둥뼈직장오목, ischiorectal fossa)는 항문관 가쪽과 골반가로막 아래에 위치한 지방으로 채워진 공간이다. 바닥 부분은 샅의 얕은쪽을 향하고 꼭대기는 폐쇄관과 항문근막이 만나는 선에 있다.

## 경계
다음과 같은 경계들로 이루어져 있다.
- 앞쪽 경계: 얕은샅가로근을 덮고 있는 콜리스 근막(fascia of Colles), 샅막
- 뒤쪽 경계: 큰볼기근, 엉치결절인대
- 가쪽 경계: 궁둥뼈결절, 속폐쇄근, 폐쇄근막
- 안쪽 경계: 항문올림근, 바깥항문조임근, 항문근막
- 위쪽 경계: 항문올림근
- 아래쪽 경계: 피부

## 내부 구조물
궁둥항문오목 내부의 구조물들은 다음과 같다.
- 음부신경관 내부, 가쪽 벽에 존재
  - 속음부동맥
  - 속음부정맥
  - 음부신경
- 음부신경관 외부, 궁둥항문오목을 가로 방향으로 주행
  - 아래곧창자동맥
  - 아래곧창자정맥
  - 아래곧창자신경
  - 수많은 섬유 띠가 양 측면으로 뻗어 있는 지방 조직이 차 있으며 배변 시 항문관의 팽창이 가능하도록 한다.

## 추가 이미지

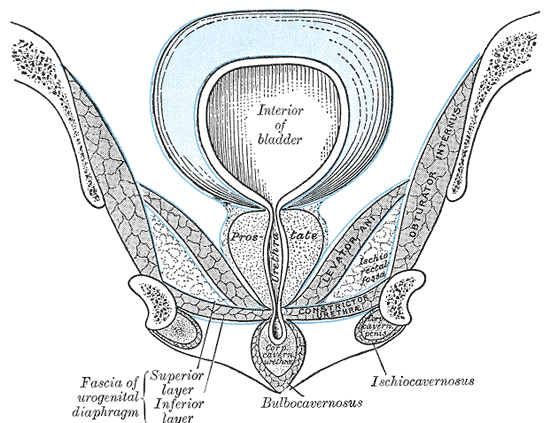
두덩활을 기준으로 한 골반 앞쪽 부분의 관상단면. 앞에서 본 그림.
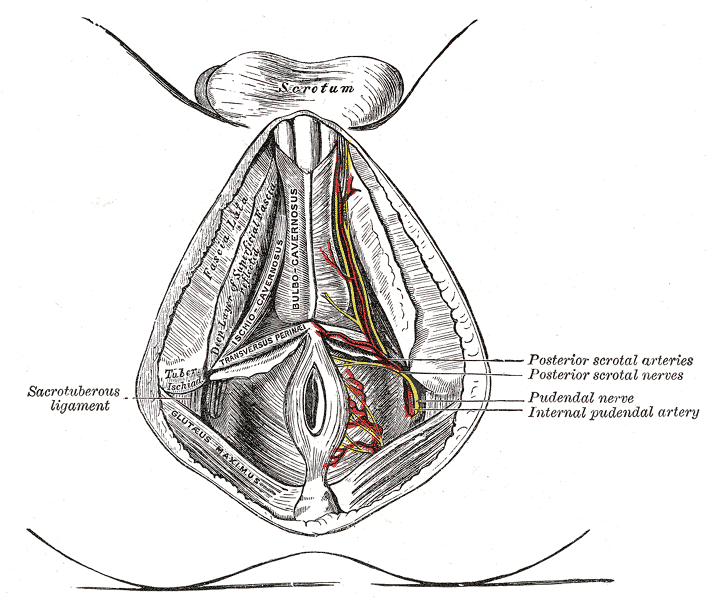
속음부동맥의 얕은 쪽 가지들.

- Diagram, 에모리 대학교
- 보관됨 2017-03-05 - 웨이백 머신

## 참고 문헌
이 문서는 현재 퍼블릭 도메인에 속하는 그레이 해부학 제20판(1918) page 425의 내용을 기초로 작성된 글이 포함되어 있습니다.
1. ↑  “궁둥항문오목”. 《우리말샘》. 2022년 2월 18일에 원본 문서에서 보존된 문서. 2022. 02. 18에 확인함.
2. 1 2  Siccardi, Marco A.; Scharbach, Stephanie; Bordoni, Bruno (2022). 《Anatomy, Abdomen and Pelvis, Ischioanal Fossa》. Treasure Island (FL): StatPearls Publishing. PMID 30571008.